# Maximizing the Audience
Maximizing the Audience is een Belgisch muziekstuk van Wim Mertens uit 1984.
Mertens componeerde het voor het toneelstuk De Macht der Theaterlijke Dwaasheden van Jan Fabre.
Het nummer werd uitgebracht op de gelijknamige lp in datzelfde jaar.

## Meewerkende artiesten
- Productie:
  - Wim Mertens
- Techniek / opname
  - Werner Pensaert
- Muzikanten
  - André Van Driessche (hoorn)
  - Dirk Descheemaeker (basklarinet, klarinet, sopraansaxofoon)
  - Geoffrey Maingart (viool)
  - Hans François (piano)
  - Ine Van Den Bergh (zang)
  - Kris Van Severen (altviool)
  - Marc Bonne (piano)
  - Minne Pauwels (zang)
  - Monique Laperre (cello)
  - Valerie Koolemans-beijnen (zang)
  - Wim Mertens (piano, zang)